# Ursulines de l'union romaine
Les Ursulines de l'union romaine (en latin : Unio Romana Ordinis Sanctae Ursulae) sont une congrégation religieuse enseignante de droit pontifical née en 1900 d'une union de plusieurs instituts d'ursulines.

## Histoire
La Compagnie de sainte Ursule est fondée en 1535 à Brescia par Angèle Mérici comme société de femmes vouées aux œuvres de charité, mais à partir du XVIIe siècle, en France, les ursulines commencent à mener une vie commune et à faire des vœux solennels, donnant naissance à l'ordre de Sainte-Ursule formé de religieuses cloîtrées.
Le monastère des ursulines de Rome est fondé en 1688 par la congrégation des ursulines de Bordeaux grâce à Laure Martinozzi, nièce du cardinal Mazarin. Les religieuses fondent ensuite le monastère de Calvi dell'Umbria en 1718. Après l'unification de l'Italie, de nombreuses propriétés religieuses sont confisquées et contraintes à la fermeture. L'accueil des novices étant interdit, les deux monastères sont obligés de demander l'aide des ursulines de Blois pour recevoir leurs candidates et les former, mais les normes canoniques ne permettaient pas aux ursulines cloîtrées, organisées en maisons autonomes, de faire le noviciat dans des monastères autres que le leur. Pour cette raison, le pape Léon XIII, en 1878, décrète l'union des maisons de Blois, Rome et Calvi. Le 29 juillet 1899, le cardinal Vannutelli écrit une lettre à tous les évêques où il y a des monastères d'ursulines pour pousser les religieuses à se joindre au même institut.
Le 15 novembre 1900, les déléguées de 71 monastères d'ursulines se rencontrent à Rome, dont 63 choisissent le 21 novembre suivant, de rejoindre l'union. C'est ainsi que l'union romaine voit le jour avec une présence en Autriche-Hongrie, au Brésil, en France, en Allemagne, au Royaume-Uni , en Indonésie, en Italie, aux Pays-Bas et aux États-Unis. Le pape Léon XIII promulgue le décret d'approbation de l'union le 17 juin 1903 et le 17 septembre de la même année approuve les constitutions religieusesqui s'inspirent des constitutions des Ursulines de Paris, Bordeaux, Lyon et Toulouse.
Le 17 septembre 1905, le pape Pie X exhorte à l'union les monastères qui n'ont pas encore adhéré à l'union romaine, par le motu proprio Apostolicae Sedis. Trois congrégations indépendantes adhérent à la congrégation, à savoir l'union de Roermond (1928), l'union polonaise (1935) et l'union de Weltevreden en Indonésie (1939).

## Fusion
Les autres unions françaises d'Ursulines ont ensuite fusionné avec l'union romaine :
- 1968 : Ursulines de Clermont fondées en 1615 par la Mère Antoinette Micolon (1592-1659)[7]. Le 16 avril 1616, les sept premières religieuses reçoivent l'habit religieux  des mains de Joachim d'Estaing, évêque de Clermont. La Mère Micolon quitte ensuite Clermont pour aller fonder un autre monastère à Tulle ; elle est remplacée par Clémence de Ranquet, ursuline de Lyon[8]. À la Révolution, les religieuses sont dispersées ou incarcérées et leurs biens confisquées[9]. La congrégation est restaurée par Jeanne-Marie Bravard, (Mère Saint-Pierre) qui achète l’ancienne abbaye de Saint-Alyre en avril 1807[10]. Un décret impérial de 1810 les autorise à enseigner. En 1906, Les sœurs sécularisées continuent l’enseignement[9]. Elles fusionnent avec l’Union Romaine le 13 mai 1968[11].
- 1995 : Union Sainte Angèle Merici née en 1973 de l'union de quatre congrégations d'Ursulines[12]. Elles rejoignent l'union romaine en 1995[13]:
  - Ursulines d'Ambert fondées en 1614 par la Mère Antoinette Micolon qui part l'année suivante fonder celui de Clermont. La clôture est établie en 1616 et six novices prennent l'habit religieux. En 1620, une bulle de Rome érige cette maison en monastère sous la règle de Lyon[8].
  - Ursulines de Saint-Chamond fondées en 1613 par les Mères Perrette de Bermond et Isabeau du Moulin. La maison est érigée en communauté regulière en 1620, sous la protection de Melchior de Chevrières, marquis de Saint Chamond, et de son épouse Isabeau de Tournon[14]. Le monastère de Saint-Chamond fonde ensuite ceux d'Autun (1620), Saulieu (1624), Montbrison (1628), Monistrol-sur-Loire (1634), Mende (1635) et  Saint-Étienne (1636)[8]. Après la Révolution, douze religieuses rétablissent la communauté le 4 octobre 1806[14].
  - Ursulines de Monistrol-sur-Loire fondées en 1634 par des Ursulines de Saint-Chamond. Après plusieurs années d'existence, il est la proie d'un incendie, ce qui force les religieuses à se disperser. Elles peuvent rentrer dans leur couvent en 1715. La Révolution les oblige à quitter de nouveau le monastère. Après l'épisode révolutionnaire, la Mère de Sainte-Thérèse rachète une partie des bâtiments de l'ancien monastère. Deux Ursulines de Saint-Chamond viennent l'aider à reformer une communauté. Au mois d'août 1826, Louis de Bonald, évêque du Puy, vient y établir la clôture[14].
  - Ursulines de Jésus et Marie de Malet fondées en 1806 à Saint-Côme-d'Olt par Jeanne Planchon, sœur de l'Union Chrétienne de Mende, à la demande de l’ancien régisseur des moines d’Aubrac, pour ouvrir une école dans l'ancien prieuré de Malet. Elle fonde une communauté d’Ursulines mais l’évêque lui demande de renoncer à la clôture afin que les sœurs puissent aller dans les plus petits villages en vue d’éduquer les femmes et les jeunes filles. Au cours du XIXe siècle, la congrégation connaît un véritable essor. Les sœurs implantent une mission au Togo en 1964 qu’elles cèdent en 1973 à la congrégation indigène de Notre-Dame de l’Église[13].
- 1995 : Ursulines de Lozère fondées en 1805 à Quézac par les sœurs Vivens et Dubeix, religieuses de l'Union Chrétienne de Mende[15]. La communauté est ensuite confiée à une ancienne ursuline qui adopte en 1810 la règle et le costume des Ursulines. En 1841, un incendie dévaste le monastère. L'année suivante, les religieuses déménagent la maison-mère dans le château des seigneurs d'Ispagnac situé à 2 kilomètres de la collégiale Notre-Dame de Quézac tout en laissant trois sœurs à Quézac à la demande des habitants[16]. Elles fusionnent en 1995 avec l'union romaine[17].

## Activités et diffusion
Les Ursulines de l'union romaine se consacrent essentiellement à l'enseignement.
Elles sont présentes en: 
- Europe : Belgique, Croatie, Espagne, France, Hongrie, Irlande, Italie, Pologne, Royaume-Uni, Slovaquie, Slovénie, Tchéquie.
- Amérique : Brésil, Chili, États-Unis, Mexique, Pérou.
- Afrique : Afrique du Sud, Botswana, Kenya.
- Asie : Cambodge, Indonésie, Thaïlande, Taïwan.
- Océanie : Australie.

La maison généralice est à Rome.
En 2017, la congrégation comptait 1671 sœurs dans 211 maisons.